# Gare de Stoa
La gare de Stoa est une halte ferroviaire située dans la commune d'Arendal. Elle fait partie de la ligne d'Arendal et fut officiellement inaugurée le 18 août 2008.